# 大瀁村
大瀁村（おおぶけむら）は、かつて新潟県中頸城郡にあった村。

## 沿革
- 1889年（明治22年）4月1日 - 町村制施行に伴い中頸城郡中城新田、田中新田、西湊新田村、片津村、姥谷内新田村、上泉新田村、下池田新田、大坂井村、岡田新田、中柳町新田、上柳町新田、富田新田、寺田新田、柳町新田、大谷内新田、下柳町新田が合併し、大瀁村（おおぶけむら）が発足。なお大瀁村は発足時の名称を北大瀁村（きたおおぶけむら）として公布されていたが、1890年（明治23年）5月2日の新潟県公報で「明治廿二年(三月)県令甲第二十二号改称市町村名中中頸城郡 北大瀁村 ハ 大瀁村 ノ衍」と誤謬訂正しており、明治22年4月1日に遡って名称が訂正される。
- 1901年（明治34年）11月1日 - 中頸城郡南川村、頸城村と合併して、大瀁村を新設。
- 1955年（昭和30年）3月25日 - 直江津市と境界の一部を変更。
- 1956年（昭和31年）4月1日 - 直江津市と境界の一部を変更。
- 1957年（昭和32年）4月1日 - 中頸城郡明治村と合併し、頸城村を新設して消滅。